# Башта святого Костянтина
Башта святого Костянтина — пам'ятка середньовічної оборонної архітектури у Феодосії, внесена до реєстру пам'яток національного значення України (охор. № 010056/2). Споруджена в 1382 році, перебудовувалася в 1443 році і пізніше — турками.

## Історія
Своє ім'я споруда отримала на честь римського імператора Костянтина І Великого, після смерті визнаного християнською церквою святим і рівноапостольним.
Серед багатьох башт в оборонній системі Кафи ця була однією з ключових. Вона замикала зовнішній пояс оборонної лінії. Від башти св. Костянтина вона йшла до гори Мітрідат, потім спускалася до моря, обходячи напівколом місто. Перед мурами пролягав глибокий рів, через який перед воротами були перекинуті мости. Під час облоги або якої-небудь небезпеки мости піднімалися і кріпилися до могутніх залізних воріт. З настанням сутінків ворота закривалися, і життя в місті завмирало. Вранці вони відкривалися під звуки магометанських молитов.
Башта називалася ще арсенальною, оскільки в ній зберігалися запаси зброї — алебарди, шпаги, арбалети, списи, стріли, кам'яні ядра і інше. Недалеко від башти розташовувалися головні фортечні ворота, що носили при генуезцях ім'я Георгія Змієборця, а при турках з 1475 року — Агли-Капу (Ворота вершника).
Напроти воріт через рів, наповнений водою, був перекинутий міст, побудований, як і ворота, в 1467 році при консулі Калочеро де Гвізальфі. У 1890 році була знайдена кам'яна плита з гербами консула і Генуї, що вихваляє діяння цього консула в зміцненні ділянки фортеці і споруді фонтану.

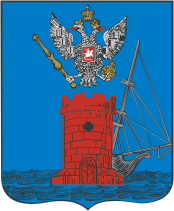
Герб Феодосії 19 століття з баштою Костянтина

Башта Костянтина була двох'ярусною, чотиристінною, увінчаною потрійним аркатурним поясом і зубцями — мерлонами, що вкривали стрільців-лучників і арбалетників під час захисту фортеці. Складена башта з місцевого каменя-вапняку, товщина стін доходила до 2 метрів. Східна сторона не збереглася, так само, як і міжповерхові балочні перекриття з міцної деревини-дуба і буку.
Башта Костянтина не раз реконструювалася в XV — XVII століттях. До прибережної стіни (башта знаходилася біля самого зрізу морського берега) був прибудований кам'яний укіс, що оберігав її від розмиву штормовими хвилями і відбійною стінкою, що одночасно служила захистом від гарматних ядер. У XV столітті турки спорудили поряд з баштою напівкруглий бастіон — барбакан, біля воріт був побудований форт.
У 1898 році при реставрації башти були відновлені зубці — мерлони з цегли. У роки Другої світової війни башти і зубці постраждали від обстрілу. Частина зубців була зруйнована.
У 1958 році була зроблена ще одна реставрація.

## Після анексії Криму
У 2019 році «об'єкт культурної спадщини федерального значення» «Вежа Костянтина» (1382—1448 роки) і прилегла до нього «пам'ятка регіонального значення» «Турецький бастіон» (XV століття) передані в оперативне управління Феодосійського музею старожитностей. У перспективі фортифікаційні споруди планується музеєфікувати і перетворити в об'єкти екскурсійного показу. Можливо, там розміститься експозиція, що розповідатиме про генуезький і османський періоди в історії Феодосії. Ймовірно, будуть організовані виставкові простори і оглядові майданчики. У 2022—2024 роках планується виконання незаконних археологічних розкопок і реставраційних робіт, вартість яких перевищує один мільярд рублів.

## Цікаві факти
Башта знаходиться на сто метрів далі від моря, ніж була побудована спочатку. Справа в тому, що в середині ХІХ століття згідно з планом розвитку міста Феодосії приймається рішення про розвиток і розширення Феодосійського порту, на території якого знаходилася вежа Костянтина. Через це ухвалено рішення про перенесення її на 100 метрів від моря. У 1914 році за рахунок міської казни і меценатської допомоги купців і поміщиків міста Феодосії в Італії наймають інженерів і будівельників, які спеціалізуються на вежах і спорудах середньовіччя. Італійські інженери за рік повністю реконструюють башту святого Костянтина, проводять низку укріплювальних робіт і усувають усі погрішності транспортування башти.
Зображення башти є на старому гербі Феодосії, часто зустрічається на поштових марках і конвертах, значках.